# Subaru (Manga)
Subaru (jap. 昴) ist ein Manga von Masahito Soda, der vom Balletttalent eines Mädchens handelt. Er ist der Seinen-Gattung zuzuordnen und erschien in Japan von 1999 bis 2002. Die elf Bände wurden in mehrere Sprachen übersetzt, darunter auch ins Deutsche. Von 2007 bis 2011 erschien in Japan eine Fortsetzung als Moon Subaru – solitude standing.

## Handlung
Subaru (宮本 昴, Miyamoto Subaru) und Kazuma Miyamoto (宮本 和馬, Miyamoto Kazuma) sind Zwillinge. Die beiden sind glückliche Geschwister, bis Kazuma an einem Hirntumor erkrankt. Er muss seine restliche Kindheit im Krankenhaus verbringen, wobei sich sein Zustand und sein Gedächtnis immer verschlechtern. Subaru würde alles tun, um ihren geliebten Bruder wieder gesund zu machen oder ihm auch nur ein Lächeln abzugewinnen. So tanzt sie, um ihn zum Lachen zu bringen. Dadurch entwickelt Subaru ein Talent fürs Tanzen und für Ballett. Nachdem sie eine Ballettstunde durch Zufall bei der Mutter einer Freundin nimmt, will Subaru Ballett lernen. Doch Kazumas Zustand verschlechtert sich und der Traum vom Ballett scheint verloren. Subaru ist wütend und sagt, sie wäre glücklicher, wenn Kazuma nicht mehr da wäre. Kurz darauf stirbt Kazuma, bevor seine Schwester sich bei ihm entschuldigen kann.
Sieben Jahre später lungert die jugendliche Subaru in einer Bar im Rotlichtviertel herum, wo sie auf der Bühne manchmal ihr Talent beweist. Die Besitzerin der Bar, eine ehemalige Ballerina, lehrt sie die Kunst des Ballett. Subaru findet im Personal der Bar eine Familie. Ihr Ziel ist es, einen Auftritt zu absolvieren. Diese Chance erhält sie durch hartes Training in einer Vorstellung von Schwanensee, in der sie mehrere Zuschauer verblüfft. Den nächsten Schritt macht sie mit einer Teilnahme am Prix de Lausanne, einen in Lausanne stattfindenden Ballettwettbewerb für hauptsächlich nicht-europäische Tänzer. Subaru schafft es ins Finale des Preises. Kurz vor dem Finale erfährt sie, dass die Besitzerin der Bar in Japan und gleichzeitig ihre Lehrerin gestorben ist. Subaru verliert daraufhin allen Mut und tritt trotz hohem Fieber auf. Vielleicht gerade durch diese Situation gewinnt sie den Prix. Sie bekommt ein Angebot für kostenlosen Unterricht an der Royal Ballet School, schlägt jedoch einen anderen Weg ein. Sie geht wegen eines Angebotes nach New York, um dort als Tänzerin zu arbeiten. Dort angekommen merkt sie jedoch, dass die Ballettkompanie, für die sie tanzen soll, bereits seit zwei Jahren keinen Auftritt hatte und kurz vor der Pleite steht.
Durch einen Aufsehen erregenden Auftritt in einem Gefängnis wird die Kompanie allerdings landesweit bekannt, sodass auch Pricilla Roberts, die erfolgreichste Ballerina der USA, aufmerksam auf sie wird. Besonders Subaru interessiert sie, in der sie eine Art Rivalin und gleichzeitig Nachfolgerin sieht.

## Veröffentlichungen
Die Serie erschien erstmals im Dezember 1999 im japanischen Manga-Magazin Big Comic Spirits. Im November 2002 brach Masahito Soda die Serie nach 123 Kapiteln vorerst ab, um an seinem Manga capeta über Go-Kart-Rennen zu arbeiten. Neben der Magazinveröffentlichung wurde die Geschichte von Subaru vom Shōgakukan-Verlag auch in elf Taschenbüchern zusammengefasst. Von August 2007 bis 2011 wurde der Manga unter dem Titel Moon Subaru – solitude standing in Big Comic Spirits fortgesetzt. Diese Kapitel erschienen später in neun Sammelbänden.
Subaru erschien bei Tong Li Publishing auf Chinesisch, bei Delcourt auf Französisch und bei Glénat auf Spanisch. In Deutschland erschienen die elf Taschenbücher von Juni 2003 bis November 2005 im Adult-Label des Egmont Manga & Anime-Verlags. Die deutsche Übersetzung stammt von Akiko Altmann.

## Rezeption
Die Bände der ersten Serie verkauften sich in Japan bis 2005 über 2,2 Millionen Mal. Auch die Fortsetzung gelangte mehrfach in die Manga-Verkaufscharts: Erstmals der dritte Band mit über 56.000 Verkäufen in einer Woche und Platz 14 in den Charts. Der Band 6 erreichte 58.000 verkaufte Exemplare in 2 Wochen. Der Abschlussband lag mit über 43.000 Verkäufen auf Platz 18.
Auch „wegen der Art und Weise, wie er die Augen und deren Ausdruck aufs Papier gebannt hat“, sei es dem Autor gelungen, die Gefühle der Protagonisten dem Leser zu vermitteln, so die deutsche Zeitschrift AnimaniA. Der Stil „ist dynamisch, aber fein, und seinen Panels ist leicht zu folgen“. Mit sympathischen und vielschichtigen Charakteren und einer kämpferisch-nachdenklichen Story würde dem Leser eine ausgereifte, feinfühlige Geschichte mit psychologischem Tiefgang präsentiert, in der viel zu entdecken sei.